# Csenge Fodor
{\displaystyle }
Dans le nom hongrois Fodor Csenge, le nom de famille précède le prénom, mais cet article utilise l’ordre habituel en français Csenge Fodor, où le prénom précède le nom.
Csenge Fodor, née le 23 avril 1999 à Keszthely, est une handballeuse hongroise, évoluant au poste d'ailière gauche.

## Palmarès

### Club
compétitions internationales
- vainqueur de la Ligue des champions en 2018 et 2019 (avec Győri ETO KC)

compétitions nationales
- championne de Hongrie (NB I.) en 2018 et 2019 (avec Győri ETO KC)
- vainqueur de la coupe de Hongrie en 2018 et 2019 (avec Győri ETO KC)

### Sélection nationale
autres
- vainqueur du championnat du monde junior en 2018
- troisième du championnat d'Europe junior en 2017[1],[2]
- 5e place du championnat du monde jeunes en 2016[3]
- troisième du championnat d'Europe jeunes en 2015[4]